# کالپانا (زاده ۱۹۶۵)
کالپانا (انگلیسی: Kalpana؛ ۱۳ اکتبر ۱۹۶ – ۲۵ ژانویهٔ ۲۰۱۶) هنرپیشه اهل هند بود.
از فیلم‌ها یا برنامه‌های تلویزیونی که وی در آن نقش داشته‌است می‌توان به اسطوخودوس، چارلی چاپلین، آتش، گلوله، بلندگو، بندرگاه، پروانه‌ها، ابرستاره، نفس، روزهای بنگلور، لیلاواتی، همسر پاکدامن، چارلی، زنگ‌های عروسی، بالرام در مقابل تاراداس، پامال کی.سامباندام، راه شیری، علامت و جزیره شگفت‌انگیز اشاره کرد.